# تیباسوسا
تیباسوسا (انگلیسی: Tibasosa) نام شهری در کشور کلمبیا است.